# Pierwiosnek (baśń)
Pierwiosnek (duń. Sommergjækken, współ. duń. Sommergækken) – baśń literacka autorstwa Hansa Christiana Andersena, wydana po raz pierwszy w 1862 roku.

## Historia
W baśni o Pierwiosnku przypomniana zostaje postać duńskiego poety klasycystycznego Ambrosiusa Stuba, żyjącego w XVIII wieku. Jego życie było naznaczone trudnościami, takimi jak ubóstwo, brak uznania za życia i problemy osobiste, co czyniło go postacią tragiczną. Andersen interesował się Stubem przez znaczną część swojego życia. Wiedza Andersena o Stubie pochodziła z prac K.L. Rahbeka i R. Nyerupa z 1819 roku, antologii Chr. Molbecha Dansk poetisk Anthologie z 1830 roku oraz edycji wierszy Stuba pod redakcją Frederika Barfoda z lat 1848–1852.
Kwiat, będący bohaterem baśni, wyraża pragnienie bycia uznanym, co można interpretować jako odzwierciedlenie obaw Andersena o własne dziedzictwo, podobnie jak Stuba, który nie był doceniany za życia. Zarówno kwiat, jak i poeta musieli zmagać się z przeciwnościami. Kwiat pełni rolę zwiastuna wiosny, znaku odrodzenia przyrody. Bezpośrednią inspiracją dla baśni był wiersz Stuba Du deylig Rosen-Knop. Andersen widział siebie i Stuba jako część jednej tradycji poetyckiej. W baśni pojawia się tom poezji Stuba, do którego służąca wkłada kwiat.
Baśń Sommergjækken została napisana w kontekście sporu o nazwę przebiśniegu – czy powinien być nazywany „sommergæk” (letni żartowniś), jak chciał Andersen, czy „vintergæk” (zimowy żartowniś), co było nowszym, popularniejszym określeniem. Andersen, zainspirowany przez swojego przyjaciela Adolpha Drewsena, napisał baśń, aby bronić tradycyjnej nazwy, a włączenie Stuba mogło być próbą umieszczenia tej dyskusji w szerszym kontekście literackim.
Utwór powstał latem 1862 roku podczas pobytu Andersena w Basnæs koło Skælskør, w gościnnie u pani Scavenius. W dzienniku 24 czerwca 1862 roku pisarz odnotował: „prawie ukończone”.
Pierwiosnek został opublikowany po raz pierwszy w grudniu 1862 roku w Kalendarzu Ludowym Danii. 1863 (duń. Folkekalender for Danmark. 1863) z dwiema ilustracjami Otto Bache. Później ukazał się w skróconej wersji w Nowych Bajkach i Opowieściach, Serii II, Kolekcji 4 (duń. Nye Eventyr og Historier, II Række, 4. Samling) w grudniu 1866, aby zapewnić odpowiednią objętość broszury. Oryginalna wersja w Folkekalender zawierała część, która omawiała debatę o nazwie kwiatu, ale została pominięta w wersji z 1866 roku, aby uniknąć postrzegania baśni jako „aktu oskarżenia”. Baśń została jeszcze raz opublikowana w Eventyr og Historier, tom IV w 1871 roku z ilustracjami Lorenza Frølicha.

## Fabuła
Pierwiosnek marzy o zakwitnięciu wczesną wiosną. Pomimo zimna, promienie słońca dodają mu otuchy, co pozwala mu przebić się przez warstwę śniegu i rozkwitnąć. Wiatr i pogoda drwią z niego, nazywając „letnim głupcem” (duń. Sommergjæk), bo za wcześnie kwitnie. Dziewczyna, urzeczona jego pięknem, zrywa go i zabiera do domu, umieszczając w wazonie, gdzie cieszy się ciepłem i uwagą. Później wkłada kwiat do listu miłosnego, który wysyła do ukochanego. List dociera do adresata, który zachowuje kwiatek jako pamiątkę. Z upływem czasu list jest zapomniany i schowany, a po latach zostaje odnaleziony. Zasuszony pierwiosnek zostaje włożony do tomu poezji Ambrosiusa Stuba, gdzie znajduje swoje miejsce między wierszami, rozmyślając nad swoją niezwykłą podróżą i będąc szczęśliwym w nowym, zacnym otoczeniu. 

## Polskie wydania
- 1956 – Pierwiosnek: Stefania Beylin (tłum.), Jarosław Iwaszkiewicz (tłum.), Stanisław Sawicki (tłum.): Baśnie. Warszawa: Państwowy Instytut Wydawniczy. Brak numerów stron w książce
- 2006 – Przebiśnieg: Bogusława Sochańska (tłum.): Baśnie i opowieści. Tom III 1862–1873. Poznań. s. 129–132. ISBN 978-83-7278-194-9. (z oryginału duńskiego)